# Sollotuch
Sollotuch war ein russisches Gewichtsmaß für Silber.
- 1 Sollotuch = etwa 1 Quentchen ≈ 3,6 Gramm